# AgustaWestland AW609
Dimensions
Le AgustaWestland AW609, anciennement  Bell/Agusta BA609 est un appareil bimoteur civil à rotors basculants et à décollage vertical (VTOL) ayant une configuration similaire à celle du Boeing-Bell V-22 Osprey. Il est développé par Bell/Agusta Aerospace Company (BAAC), une coentreprise entre le constructeur américain Bell Helicopter et le constructeur italien Agusta.

## Conception et développement
Les premiers essais au sol du prototype AW609 ont débuté en décembre 2002 et les premiers essais en vol en mars 2003 à Arlington, avec Roy Hopkins et Dwayne Williams comme pilotes d'essais.
En juin 2005, la reprise des essais en vol, pour étendre le domaine de vol et tester le basculement des moteurs. Le 22 juillet 2005, le AW609 a effectué sa première conversion d'hélicoptère à avion en vol.
Des précommandes ont été déposées. Le prix de l'appareil n'a pas été annoncé mais il était estimé aux alentours de 30 millions de dollars en 2012.
Le 30 octobre 2015, un prototype du convertible s'écrase près de l'usine de Vergiate en Italie où cet appareil est assemblé. 
Après l'accident, les essais ont été volontairement suspendus afin de soutenir pleinement l'enquête. Ceux-ci n'ont repris que le 15 avril 2016, puis en août 2016, à partir du site de Leonardo Helicopters, à Philadelphie. La certification de l'appareil était alors prévue pour 2017. Dans une annonce faite en février 2018, par le nouveau directeur général M. Gian Piero Cutillo, la certification de l'appareil est reportée à fin 2019.
Début mars 2022, le premier AW609 de production de Leonardo, AC5, a rejoint la flotte d'essai qui comportera 5 appareils et volera bientôt, après quoi il rejoint le programme de certification d'essais en vol en cours à Philadelphie. La date de certification est inconnue à cette date. Le AC6, premier appareil de série destiné à la clientèle est alors en construction avec deux autres sur le site situé à Northeast Philadelphia Airport.
L'AC6 effectue son premier vol le 13 octobre 2022.

## Accident
Le 30 octobre 2015, le deuxième prototype (marques N609AG), qui a effectué son premier vol en 2006, s'écrase entre Santhià et Tronzano Vercellese, dans la province de Verceil, causant la mort des deux pilotes d'essai chevronnés, l'italien Pietro Venanzi et l'américain Gerald Herbert (Herb) Moran. 
Le prototype se désintègre après 27 minutes de vol, sur un plan de vol comprenant des tests à grande vitesse, requis pour la certification de l'appareil. Les enquêteurs considèrent que la cause la plus probable de l'accident est due à des modifications des conditions de vol ayant entraîné une instabilité de « roulis hollandais » (dutch roll). 
Les règles de contrôle de l'AW609 prévoient qu'une telle action sur l'axe de roulis est d'associer également un axe de lacet de façon à compenser les effets aérodynamiques induits. Le lacet commandé par le système de contrôle de la stabilité de l'AW609, ne s'était jamais produit auparavant à des vitesses inférieures ou sur simulateur : l'équipage a cru qu'il était en « auto-amortissement », et le pilote a tenté de corriger le roulis. La manœuvre a eu pour effet inattendu d'amplifier en quelques secondes les oscillations, portant l'angle de dérapage à une valeur supérieure à la valeur maximale autorisée dans les conditions de vitesse. Le phénomène a conduit au dépassement des limites structurelles de l'avion.

### Dimensions intérieures
Dimensions de la cabine (intérieur) :
- Longueur : 4,09 m (161 in)
- Largeur : 1,47 m (58 in)
- Hauteur : 1,42 m (56 in)

## Galerie

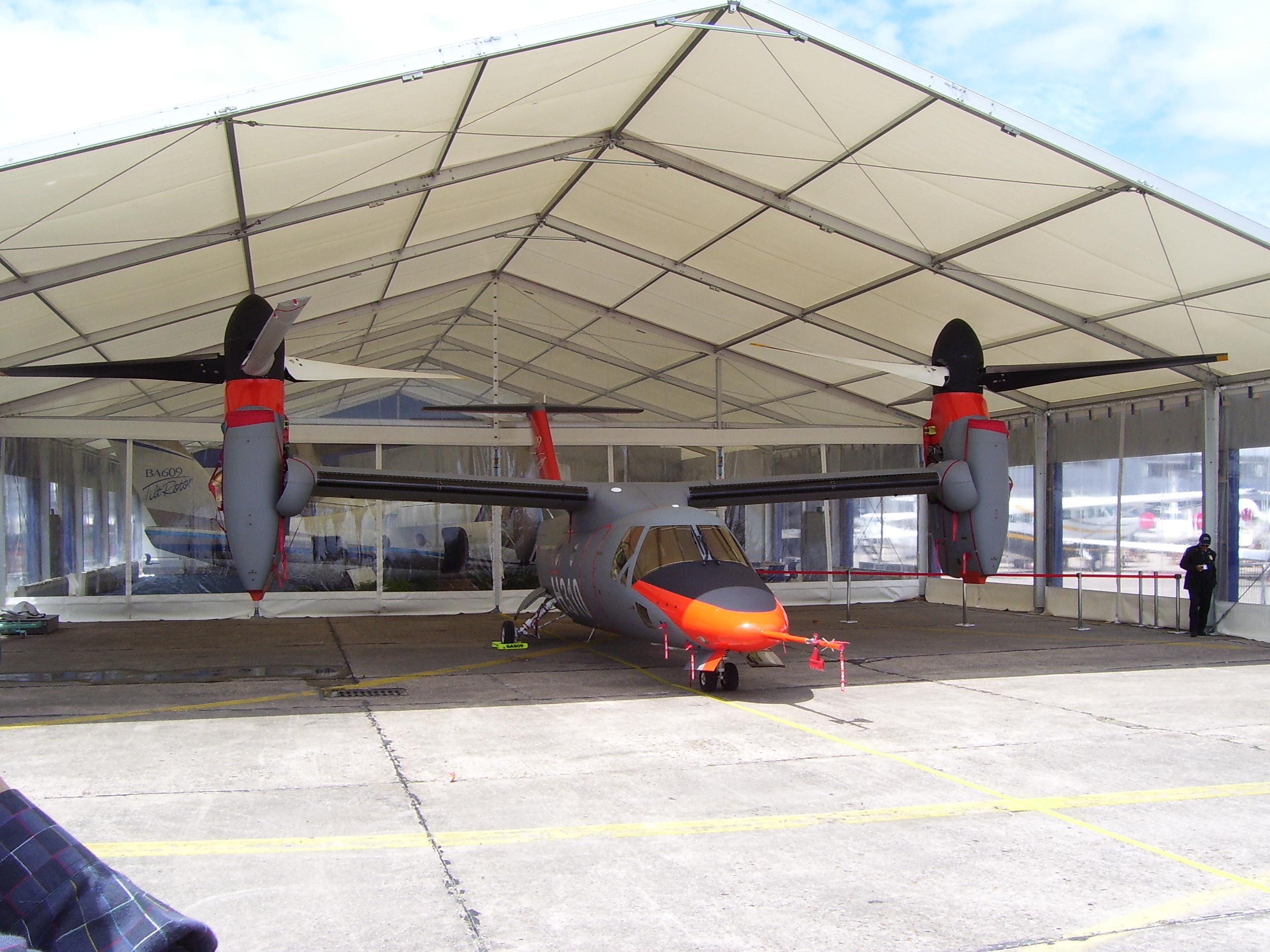
BA609 au sol au Salon du Bourget 2007
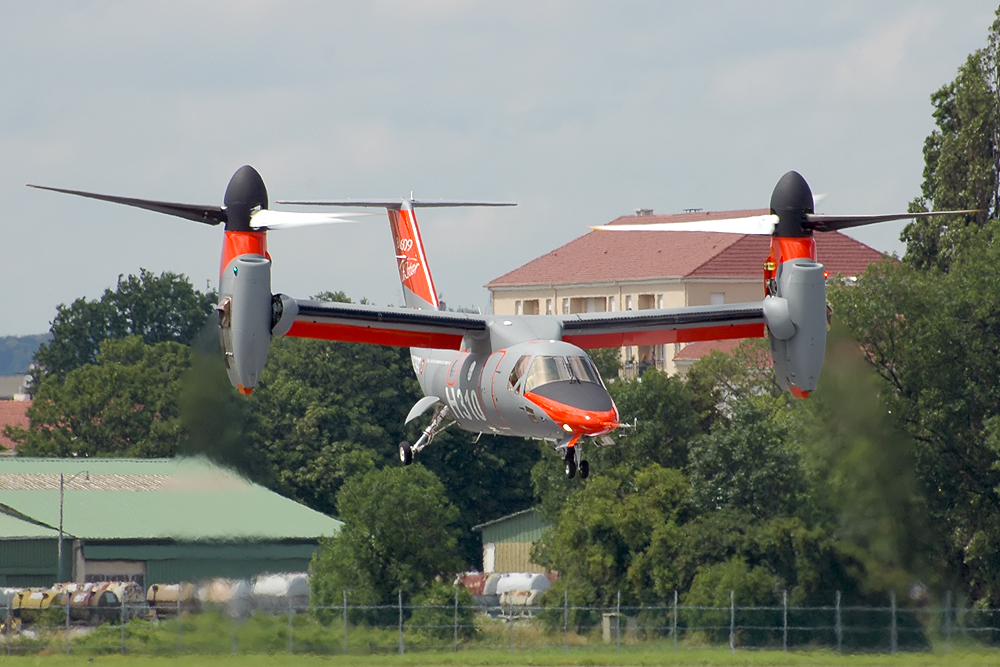
En mode hélicoptère au Salon du Bourget 2007
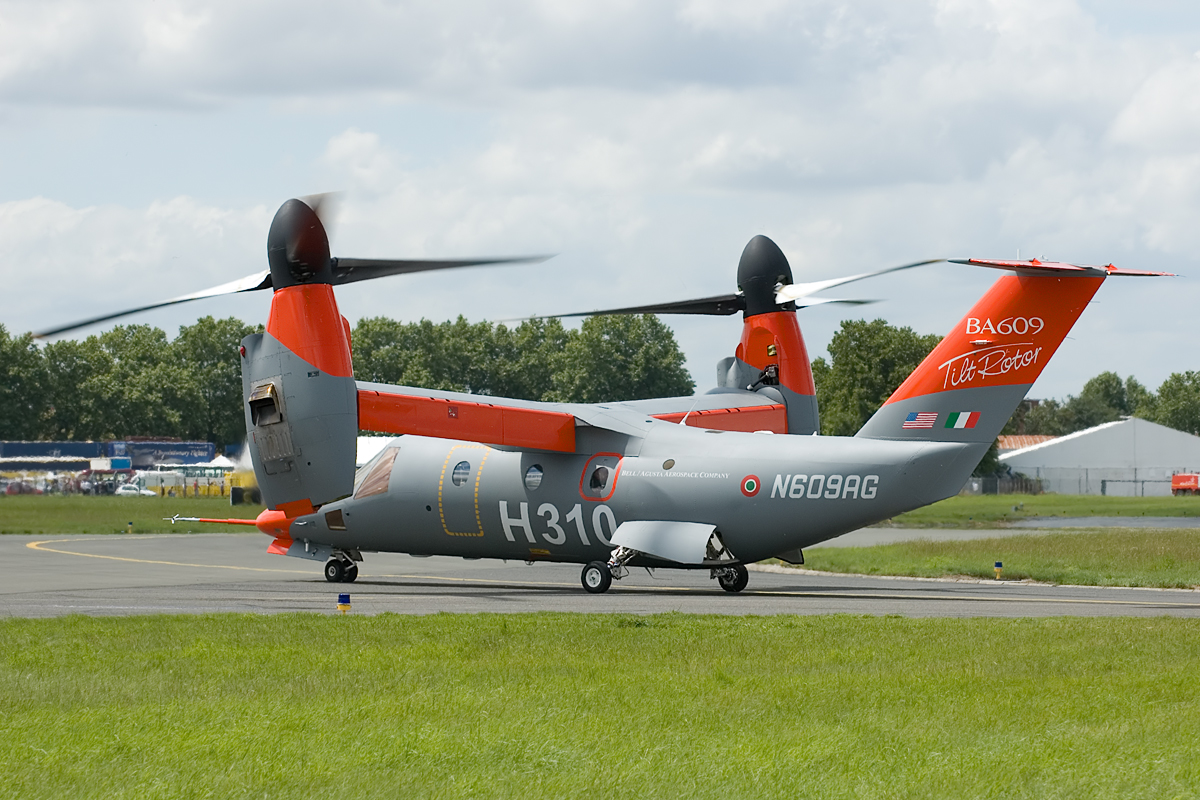
BA609 en mode hélicoptère au Salon du Bourget 2007